# Stigmella trojana
Stigmella trojana là một loài bướm đêm thuộc họ Nepticulidae. Loài này có ở miền bắc Hy Lạp và Thổ Nhĩ Kỳ.
Sải cánh dài 4.4–5 mm. Con trưởng thành bay vào tháng 6, tháng 7 và tháng 10.
Ấu trùng ăn Quercus trojana. Chúng ăn lá nơi chúng làm tổ. 